# Neotamias townsendii
La ardilla litsada de Townsend (Neotamias townsendii) es una especie de roedor esciuromorfo de la familia Sciuridae que habita en los bosques del noroeste del Pacífico de América del Norte, desde la Columbia Británica hasta el oeste de Washington y Oregón. lleva el nombre de John Kirk Townsend, un ornitólogo de principios del siglo XIX

## Descripción
Los adultos de esta especie pueden llegar a medir 36 cm. Es la única ardilla rayada que puede llegar a ser identificable por su cola que es grisácea en la parte superior y rojiza por debajo, y por su coloración marrón con rayas oscuras